# Unidad de Huntsville
La Unidad de Huntsville (Huntsville Unit, Texas State Penitentiary at Huntsville, "Penitenciaría Estatal de Texas en Huntsville") es una prisión del Departamento de Justicia Criminal de Texas (TDCJ) en Huntsville, Texas (EE. UU.). La unidad, la prisión texana más antigua, tiene la cámara de ejecución del estado. Entre el 8 de febrero de 1924 y el 30 de julio de 1964, 361 presos fueron ejecutados en la silla eléctrica y, desde el 7 de diciembre de 1982, 583 presos han sido ejecutados por inyección letal. Tiene el apodo Walls Unit porque la unidad tiene paredes de ladrillo rojo.

## Historia

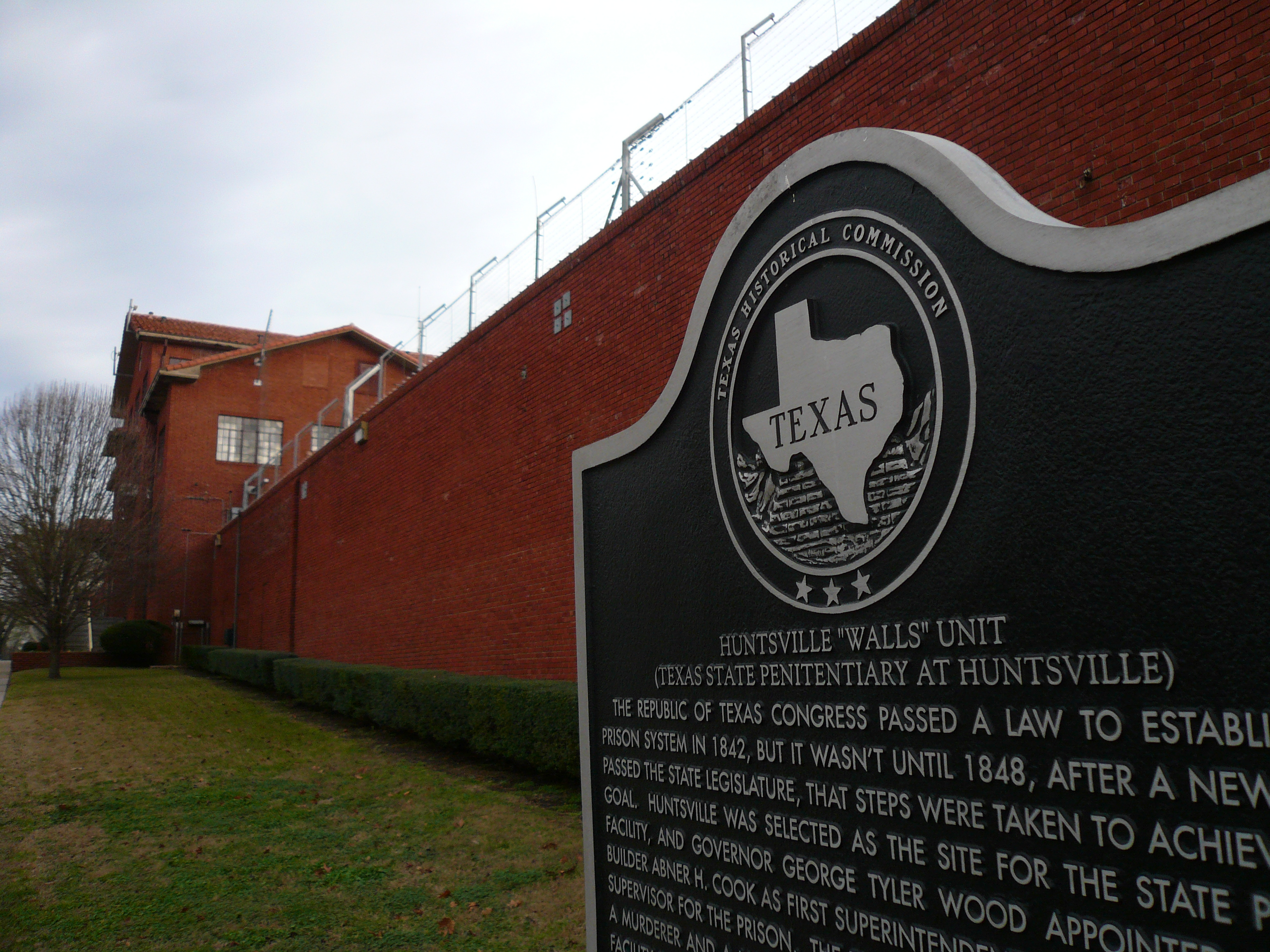
Tiene el apodo "Walls Unit" porque la unidad tiene paredes de ladrillo rojo.

El estado de Texas aprobó la construcción de una prisión el 13 de marzo de 1848, y abrió la Texas State Penitentiary at Huntsville el 1 de octubre de 1849. Tenía la sede del Texas Prison System, el departamento de prisiones de Texas.
Originalmente, la Unidad de Huntsville era solo para tejanos blancos; Las únicas penas disponibles para los tejanos negros eran azotar y colgar. Durante la Guerra Civil Americano los prisioneros en Huntsville produjeron tiendas de campaña y uniformes para las fuerzas Confederadas en la fábrica textil de la prisión. Después de que terminó la Guerra Civil, la Unidad de Huntsville fue la única prisión en los antiguos Estados Confederados de América que permaneció. Perkinson declaró que la prisión se convirtió, dentro del estado, en la "primera institución pública racialmente integrada".
Originalmente, las mujeres en el Sistema de Prisiones de Texas estaban alojadas en la Unidad de Huntsville. A partir de 1883, las mujeres estaban alojadas en Johnson Farm, una plantación privada de algodón cerca de Huntsville. Durante este tiempo hubo cierta preocupación de que "las prácticas inmorales se pueden recurrir" en lo que respecta a las reclusas.